# Triumph Records (etichetta discografica britannica)
La Triumph Records è stata un'etichetta discografica indipendente britannica, prima del suo genere nel Regno Unito.

## Storia
Prima di inaugurare la Triumph, il produttore Joe Meek aveva inaugurato una sala d'incisione nella sua abitazione a Notting Hill. Ciò è considerato il primo tentativo di home studio. Dopo scarsi risultati, la traccia Be Mine (1960) di Lance Fortune da lui prodotta entrò nelle classifiche. Il successo del brano lo spronò a rivolgersi a Wilfred Alonzo Banks, proprietario della Saga Records, nella speranza di diventare un suo collaboratore. Non interessato alla proposta, Banks lo indirizzò a William Barrington-Coupe, assieme al quale inaugurò, il gennaio del 1960, la Triumph Records.
Benché scarno, il catalogo della Triumph comprende dei singoli di Michael Cox (suo è l'unico successo edito dall'etichetta, Angela Jones, entrato alla posizione numero 7 della classifica britannica), Peter Jay (Just Too Late), George Chakiris (Heart of a Teenage Girl), Barbara Lyon (My Charlie) e Laura Lee delle Ladybirds (Tell Tommy I Miss Him). Degno di menzione è anche l'EP I Hear a New World (1960) dello stesso Meek e i Blue Men, che il produttore era intenzionato a pubblicare in formato LP. Uscirà completo soltanto nel 1991.
L'etichetta venne chiusa la primavera del 1961, poco più di un anno dopo dalla sua fondazione.
Alcuni inediti, demo e master registrati presso l'etichetta sono raccolti in Work In Progress - The Triumph Sessions (1994).